# Partit Socialista Revolucionari (França)
El Partit Socialista Revolucionari, en francès Parti socialiste révolutionnaire, (PSR) en França va ser un partit polític (1898-1901) de tendència blanquista. És un dels partits d'esquerres francesos que es varen fusionar per fases entre 1901 i 1905 per donar lloc finalment al SFIO el 1905, precursor de l'actual Partit Socialista (PS) francès.

## Història
L'any de la mort de Louis Auguste Blanqui, el 1881, es creà un partit blanquista anomenat Comité Revolucionari Central (CRC).
L'any 1896 el CRC es reforça amb l'acolliment dels escons i responsables regionals exclosos del POSR de Jean Allemane, que el 1897 es van agrupar com a Aliança Comunista Revolucionària (ACR) i que aparentement es van mantenir de manera autònoma dins del CRC. Amb el suport de l'ACR, el CRC esdevé la segona força política socialista de França, per darrere del marxista POF.
L'any 1898 el CRC canvia el seu nom pel de Partit Socialista Revolucionari (PSR).
La direcció del PSR roman a càrrec d'en Édouard Vaillant, que cerca ésser el punt d'unió entre els socialistes dits "moderats", com Jean Jaurès (PSF) o Paul Brousse (FTFS), i els "marxistes" com Jules Guesde (POF) o Paul Lafargue (POF).
El 1901, el PSR s'uneix amb el POF per formar la Unitat Socialista Revolucionària (USR), que l'any 1902, al congrés de Commentry canviarà el seu nom pel de Partit Socialista de França (PSdF).
El 1905, el PSdF s'uneix amb el PSF de Jaurès per a formar el SFIO.
Entre 1965 i 1969, François Mitterrand reagrupa el SFIO amb altres forces d'esquerres per donar l'actual Partit Socialista francès (PS).

## Personalitats del PSR
- Édouard Vaillant, diputat del Sena
- Marcel Sembat, diputat del Sena